# Каспийские набеги казахов
Каспийские набеги казахов — серия набегов казахов Младшего жуза на морские ватаги Российской империи в ходе Крестьянской войны 1773—1775 годов.

## Ход действий
Казахские рода, кочевавшие вдоль Оренбургской линии, действовали не только в районе Урала, Волги и пограничных укреплений, но спускались и к берегам Каспийского моря, совершая набеги на морские ватаги.
7 марта 1775 года бывший в казахском плену Петр Семенов сообщил, что казахи, «собравшись до трёхсот человек, пошли между Астрахани и Гурьева-городка по-прежнему на состоящие по Каспицкому морю ватаги, с намерением, чтоб разбивать и российских людей пленить, да сверх де оных ещё и из аулов туда собираются».
Казак Закладнов, посылавшийся из Сорочиковской крепости для разведки в Гурьев-городок, узнал, что казахи родов Табын и Берш разгромили рыбные ватаги купца Ершова, Богатый култук и Каменную. Во главе одного из отрядов в количестве 300 человек стоял казах Чакташ-батыр.
Подтверждение этому находим в рапорте Оренбургской губернской канцелярии графу Панину 18 марта 1775 года: «Киргисцы, на коих хан жаловался и о укрощении их просил, не приставали почти всю зиму при Уральских форпостах делать пакости уводом людей и отгоном скота, а напоследок отважились, прокрався чрез
линию, во многолюдстве пробраться и до взморья и тамо все астраханские рыбные ватаги разорить и людей со всем их имуществом захватить».